# Crataegus kelloggii
Crataegus kelloggii es una especie de planta del género Crataegus, perteneciente a la familia Rosaceae.

## Taxonomía
Crataegus kelloggii fue descrita por Charles Sprague Sargent en 1903.

## Distribución
Se encuentra en el territorio de Misuri.